# Heinrich Laube
Pour les articles homonymes, voir Laube.
Heinrich Rudolf Constanz Laube (né le 18 septembre 1806 à Sprottau, mort le 1er août 1884 à Vienne) est un écrivain, dramaturge et metteur en scène prussien.

## Biographie
Ce fils d'un gantier grandit dans un milieu modeste et change de lycée à Glogau et à Schweidnitz jusqu'à ses vingt ans. Il s'inscrit en 1826 en théologie à l'université de Halle-Wittemberg. Il fait deux mois pour appartenir à une Burschenschaft puis va à l'université de Breslau. En 1828, à Breslau, il devient membre de l'Alten Breslauer Burschenschaft Arminia (de). En 1829, il fréquente ici un cercle de jeunes écrivains et rédige des critiques de théâtre. Il se met à étudier à l'histoire de la littérature et devient directeur d'un journal avant de se faire engager dans celui de Karl Schall (de).
Comme Laube ne sait toujours pas quoi faire, il accepte un poste de précepteur à Kottwitz. Il adhère aux idées de la révolution de Juillet en France et à l'insurrection de novembre 1830 en Pologne.
En 1832, il s'installe à Leipzig et devient rédacteur d'un journal où il soutient le mouvement Jeune-Allemagne. Durant l'été 1833, il fait avec Karl Gutzkow un voyage en Italie. Le gouvernement de Saxe l'expulse de Dresde au printemps 1834 en raison de ses idées politiques. Il reçoit le soutien de Gutzkow et de Ludolf Wienbarg. Le 26 juillet, il est arrêté à Berlin et, en septembre, accusé d'appartenir à une Burschenschaft et de rébellion contre la Confédération germanique. Il est libéré en avril 1835 et placé sous surveillance policière à Naumbourg.
En 1836, Heinrich Laube épouse Iduna Hänel, la veuve du professeur de médecine Friedrich Hänel, avec qui elle a eu un fils, Albert Hänel. De ce mariage naît un fils, Hans. La lune de miel se fait à Strasbourg, où Laube rend compte de la tentative de soulèvement de Strasbourg de Louis-Napoléon Bonaparte pour le ministre prussien de l'Intérieur Gustav von Rochow. Par ailleurs, il contribue anonymement à des journaux.
Durant l'hiver 1837, sa condamnation à Berlin tombe : sept ans d'emprisonnement. Après un appel à la clémence et un soutien véhément, la peine est ramenée à dix-huit mois. À l'initiative de Hermann von Pückler-Muskau, il est placé dans son château de Muskau (de), en Haute Lusace, où il est libre de mouvement, va à la chasse et discute avec Leopold Schefer.
Au début de l'été 1839, il est libéré et part à Paris avec sa femme. Il y rencontre les écrivains et peintres de la capitale française. Il revient à Leipzig en 1840 et écrit pour le théâtre. Ses pièces font l'objet de scandales : une première est considérée comme immorale, une seconde est accusée de plagiat de Michael Beer, une troisième pour ses idées politiques.

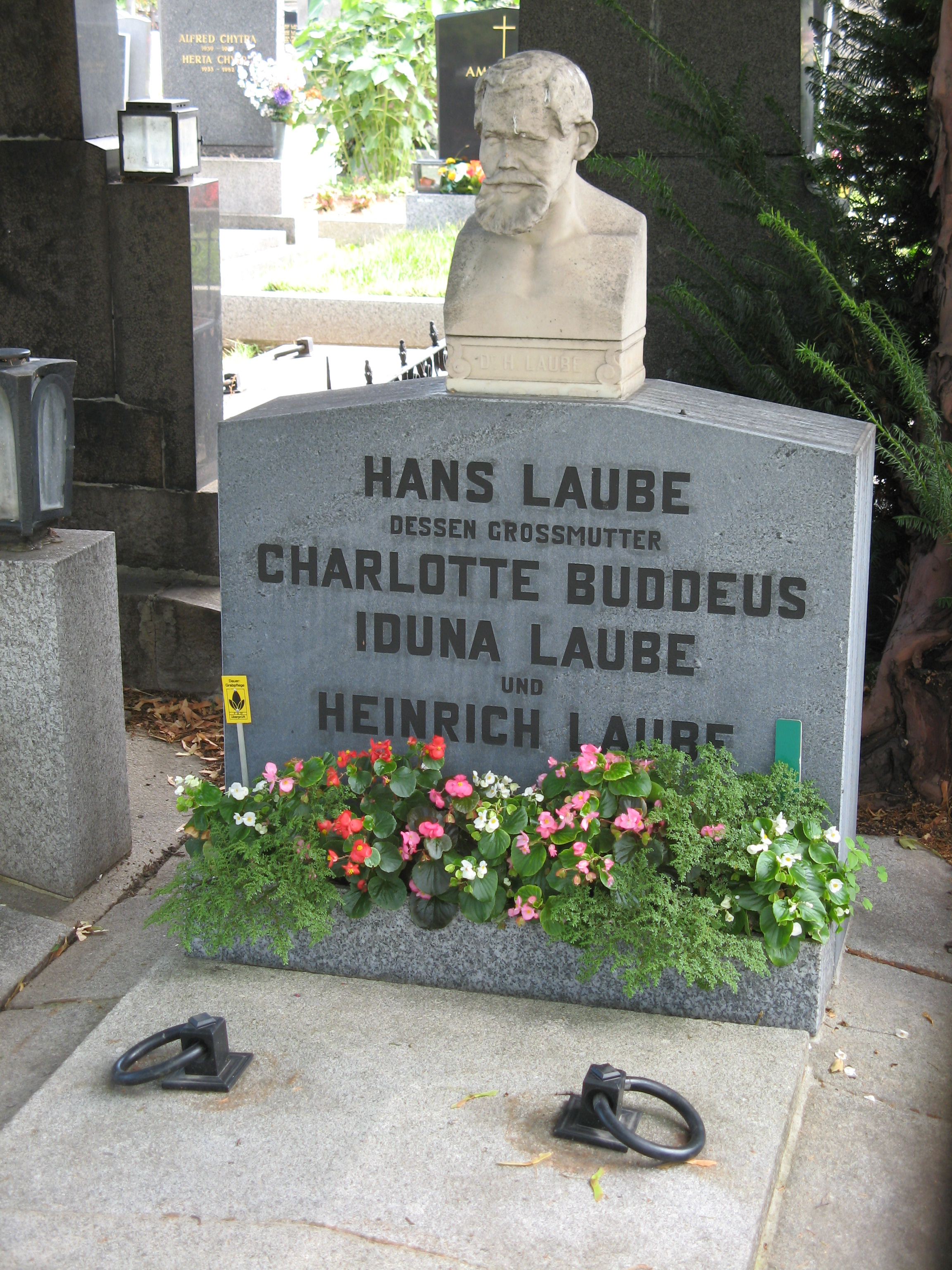
Tombe de Heinrich Laube

À partir de 1845, Heinrich Laube travaille avec divers théâtres viennois. Il participe à la révolution de Mars 1848 qu'il présente au pré-parlement dans l'église Saint-Paul de Francfort, sans succès. Il appartient ensuite au groupe monarchiste du Augsburger Hof. Après l'élection impériale en mars 1849, il démissionne car il refuse un grand état allemand.
Il se retire à Vienne où devient le directeur artistique du Burgtheater où il reste dix-huit ans jusqu'à sa dispute à l'automne 1867 avec l'intendant Friedrich Halm. Laube accepte de faire partie de la direction du théâtre de Leipzig. En 1872, il est nommé à la tête du théâtre Ronacher (de) à Vienne puis fait une pause entre 1875 et 1880.
Heinrich Laube meurt le 1er août 1884. Il est enterré au cimetière évangélique de Matzleinsdorf à Vienne où on élève sur sa tombe une statue de Johannes Pfuhl (de).

## Œuvres (sélection)
- Politische Briefe 1833.
- Junges Europa oder die Poeten: Das junge Europa. Novelle 1833. Erste Abtheilung: Die Poeten. Bd. 1.2
- Reisenovellen. Bd.1. 2. Leipzig: Wigand 1834. Bd. 3.4. Mannheim: Hoff 1836. Bd. 5. 6 (=Neue Reisenovellen, Bd.1.2). Mannheim: Hoff 1837.
- Junges Europa oder die Poeten. Zweite Abtheilung: Die Krieger. Novelle. 2 Bde. Mannheim: Hoff 1837; Dritte Abtheilung: Die Bürger. Novelle. Mannheim: Hoff 1837.
- Moderne Charakteristiken. 2 Bde. Mannheim: C. Löwenthal 1835.
- Gräfin Chateaubriant (1843)
- George Sand's Frauenbilder. Mit 24 Stahlstichen 1845.
- Monaldeschi, drame, 1845.
- Die Bernsteinhexe (1847)
- Struensee (1847)
- Die Karlsschüler. Schauspiel in 5 Acten (1847 u. ö.)
- Das erste deutsche Parlament 1849
- Graf Essex (1856)
- Der deutsche Krieg. Historischer Roman in drei Büchern. 1863-1866
- Das Norddeutsche Theater. Ein neuer Beitrag zur Deutschen Theatergeschichte 1872.
- Gesammelte Schriften 1875-1882
- Erinnerungen 1875-1882 (= Gesammelte Werke, Bd. 1 u. 16)
- Der Schatten Wilhelm. Eine geschichtliche Erzählung 1883.
- Franz Grillparzers Lebensgeschichte. Mit dem Porträt des Dichters in Stahlstich 1884.
- Ruben. Ein moderner Roman 1885.